# Бъкли (Вашингтон)
Вижте пояснителната страница за други значения на Бъкли.
Бъкли (на английски: Buckley) е град в окръг Пиърс, щата Вашингтон, САЩ. Бъкли е с население от 4145 жители (2000) и обща площ от 10,1 km². Намира се на 221 m надморска височина. ЗИП кодът му е 98321, а телефонният му код е 360.